# Olena Rurak
Olena Volodymyrivna Rurak (transliteração em ucraniano:Олена Володимирівна Рурак, Dnipro, 7 de fevereiro de 1972) é uma corredora ucraniana. Representou a Ucrânia em duas edições dos Jogos Olímpicos: 1996 e 2000.

## Biografia
Rurak nasceu em Dnipro, capital do Oblast de Dnipropetrovsk, ainda no contexto da República Socialista Soviética da Ucrânia, no contexto em que a Ucrânia integrava a União Soviética.
No ano de 1996, participou pela primeira vez de uma edição dos Jogos Olímpicos. A atleta foi selecionada para integrar a equipe ucraniana que participou da edição que ocorreu em Atlanta, nos Estados Unidos. Participou da prova de 400 metros feminino na edição, chegando até a segunda fase, não conseguindo qualificar-se para disputar a final, alcançando assim o trigésimo lugar.
Na edição seguinte dos Jogos, novamente foi selecionada para participar do selecionado ucraniano para a edição das Olímpiadas de 2000, realizados em Sydney na Austrália. Nessa edição, não conseguiu chegar a segunda fase - como realizado nos Estados Unidos - despedindo-se da competição ainda na primeira fase ocupando o trigésimo sexto lugar geral.